# Heterosmilax longiflora
Heterosmilax longiflora là một loài thực vật có hoa trong họ Smilacaceae. Loài này được K.Y.Guan & Noltie miêu tả khoa học đầu tiên năm 1993.